# Эфирное масло сосны

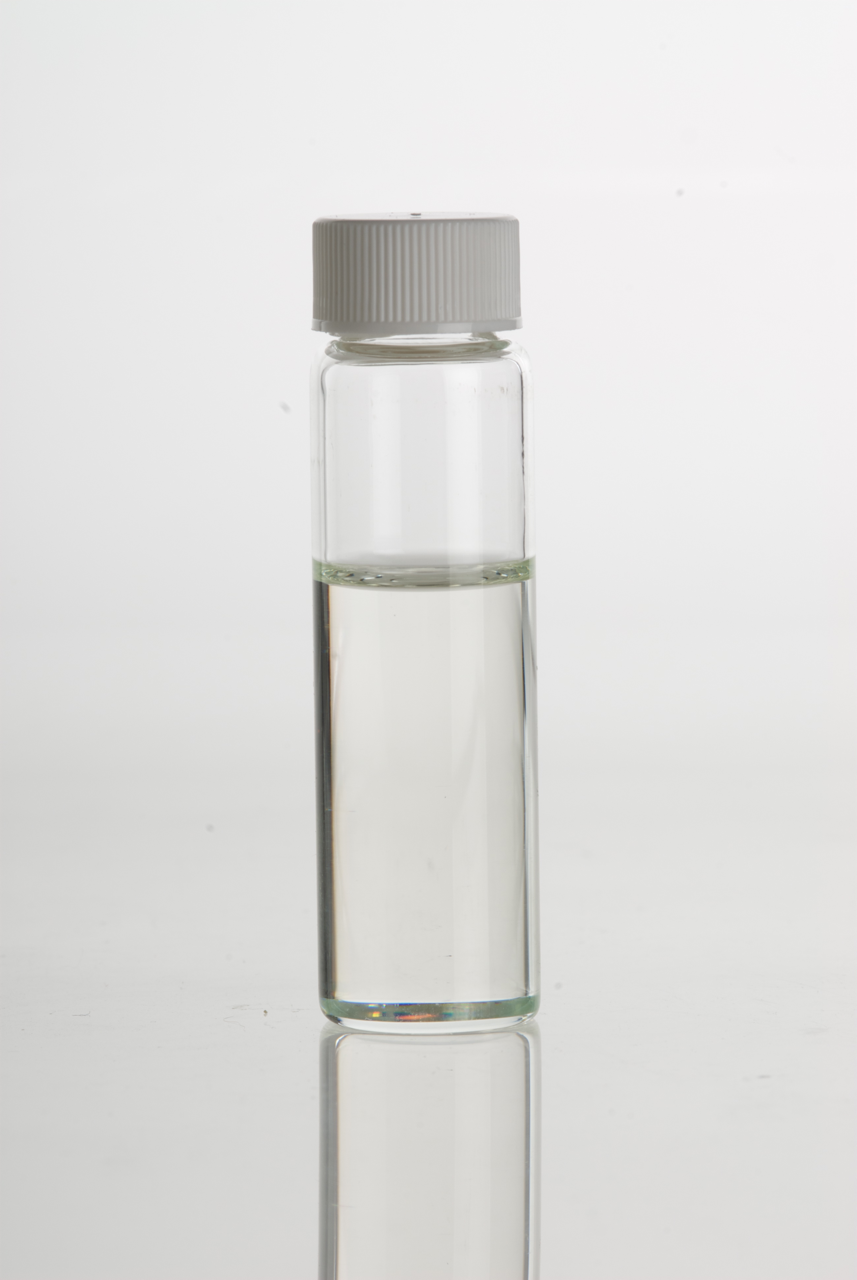
Сосновое масло

Сосновое масло — совокупность эфирных масел, извлекаемых из хвои, молодых побегов и шишек разных видов сосны. Чаще всего используют эфирное масло из сосны обыкновенной (Pinus sylvestris).

## Свойства
Сосновое масло из сосны обыкновенной — жидкость, от бледно-жёлтого до зелёно-жёлтого цвета с запахом хвои. Растворимо в этаноле (1:5 — в 90%-м), нерастворимо в воде.
| tкип, °С  | {\displaystyle {\mbox{d}}_{20}^{20}} |
| --------- | ------------------------------------ |
| 200 — 220 | 0,880 ÷ 0,920                        |

## Химический состав
Сосновые масла содержат главным образом сесквитерпеновые спирты, терпеновые углеводороды, простые и сложные эфиры — кадинен, борнилацетат, терпинилацетат, борнеол, дипентен, камфен, пинен, сильвестрен, фелландрен. Состав масла зависит от вида дерева, места произрастания и источника сырья, есть, например, масла с преобладанием α- или β-пинена.

## Фармакологические свойства
Масло обладает антисептическим, дезинфицирующим, восстанавливающим, противовоспалительным, общестимулирующим, мочегонным, потогонным и рядом других действий.

## Получение
Получают из хвои, молодых веток и шишек сосны путём отгонки с паром.

## Применение
Масло применяется в ароматерапии, как компонент отдушек для мыла и других косметических моющих средств, хвойная добавка для ванн и дезодорантов. При массаже добавляется как дезинфицирующее и антисептическое средство.
Масло применяется в бытовой химии. 
Также сосновое масло применяется в процессе добычи металлов из руд. В раствор золотосодержащей почвы добавляется сосновое масло и ксантогенат, в результате появляется пена с золотом.